# ナンバデッドエンド
『ナンバデッドエンド』は、小沢としおによる日本の不良漫画作品。『週刊少年チャンピオン』（秋田書店）にて、2008年48号から2011年38号まで連載された。2008年42号で連載を終了した『ナンバMG5』の続編に当たる。
2016年11月に開催された『週刊少年チャンピオン』連載作家による複製原画展イベント「チャンピオン祭り」にて、本作が1990年代から2000年代の作品として展示された。

## ストーリー概要
ヤンキー一家で育った主人公・難破剛は喧嘩三昧の毎日に嫌気が差し、家族や友人にはヤンキー校の市松高校に通っていると嘘を付き、内緒で普通の学校・白百合高校に通って真面目な学生として過ごしている。そんな二重生活の中で次々と起こる騒動を描いた作品である。同じ作者の『ナンバMG5』の続編であり、主人公たちの喧嘩のエピソードは前作に比べて割合が減少し、主人公らの進路を織り交ぜたシリアスな展開となっている。また、前作が高校2年の夏休みエピソードでやや唐突に終了しているのに対し、本作は高校2年の2学期をプロローグとし（第1話）、高校3年の新学期からスタートしている（第2話以降）。

## あらすじ
千葉にある筋金入りのヤンキー一家で育った主人公・難破剛。幼い頃からヤンキー英才教育を受けていた剛は、14校を傘下に持つ萬田中学のアタマをはるほどのバリバリのヤンキーだったが、普通の青春に憧れ、家族に隠れて真面目な白百合高校に進学し逆高校デビュー。時折特攻服姿のヤンキーとして問題に巻き込まれた友人を陰で助けたり、売られた喧嘩を買い相手を下すなどしている内に、｢特服（とっぷく）の男｣として名を馳せ、関東を事実上制覇。最強ヤンキーとシャバ僧の二重生活を送っていた（前作ナンバMG5より）。本作は、そんな剛が白百合高校の3年生に進級した時点で開始する。
美術部の部長になった剛は、クラスメートによって生徒会選挙に推挙され、悩みながらも演説に参加。得票数1位を経て、晴れて生徒会長となる。人気者の生徒会長兼美術部部長として真面目な生活を送りながらも、前作に引き続き、相変わらず陰で「特服の男」として活躍していた剛。友人且つ理解者である、市松高校の伍代直樹、千鳥商の大丸大助、萬中時代の後輩・駿河鉄人に支えられ、白百合高校最後の1年を楽しく過ごしていた。だが、新たに赴任してきた卑しい教師による身辺調査、妹・吟子の白百合高校入学など、様々な事件を通じて剛の秘密が周囲にバレてしまい、とうとうヤンキーとシャバ僧の二重生活が終わりを告げてしまう。

## 登場人物

### 難破一家
難破剛（なんば つよし）
本作の主人公。物語開始当初は高校3年生。ヤンキー一家「難破一家」の次男。ヤンキーとして行動する時は特攻服を着用するため、通称「特服」（とっぷく）・「特服の男」。
喧嘩三昧の人生に終止符を打ち、家族にはヤンキー校の市松高校に通っているように誤魔化し、普段は白百合高校で真面目な学生生活を送っている。しかし、表向きと裏向きの両方を踏まえた二重生活はトラブルに巻き込まれてばかりの複雑なものである（前作『ナンバMG5』の項も参照）。
前作から引き続き「市松のアタマ」と思われた状態で喧嘩の日々を送りつつ、白百合高校では優等生として真面目な生活を続けており生徒会長に選出された。自分が目をつけられるのも厭わず、生徒のために校長に抗議するなど、生徒会長としても活躍する。
1学期明けの夏休み前日、兄の猛に白百合へ通っていたことが発覚し、衝突。猛に諭され家族に白百合へ通いたいという思いをぶつけたが、両親の勝とナオミからは「2年半も家族をだましていた」ということから激怒され、勘当された。一時は東京の伍代のマンションに身を寄せ、引きこもっていたが、藤田からの「がんばって卒業しよう」というメールがきっかけで白百合は卒業しようと吹っ切れる。学費を稼ぐべく渋谷のセンター街のカラオケボックスでアルバイトを始めたが、グリとグラとの一件の後、自身は力でしか解決できないクズだと落ち込むが、喧嘩を陰から見ていた猛に「お前はクズじゃない」と励まされ、家族とも和解した。だが、2学期が開始して間もなく、逆恨みで白百合に乱入してきたグリとグラが連れてきた不良集団との乱闘となる。喧嘩の中、降ってきた雨によって立てた髪が崩れ、また普段のようにマスクで顔を隠していなかったこともあって、白百合の生徒・教師たちに正体を知られてしまい、挙句駆けつけた警察に連行されるという失態を犯す。それでも剛を理解する生徒たちの想いと抗議行動によって退学処分になるところを停学処分で済まされたが、白百合高校入学に協力してくれた長谷川に迷惑が及ぶことを恐れ、自主退学。その後、白百合で過ごした日々の全てを忘れようと地元で非行の道に戻るが、藤田の涙ながらの説得により心を開く。梶原との決着もつき一段落した後は旧友・関口の協力を経て高卒認定試験を目指す。瀕死の重傷を負わされた兄・猛の仇を討つべくかつての敵・梶原協力の下、ヤンキー狩りを続ける犯人・シンヤを殺すつもりで復讐に向かう。恋人となった深雪の説得が思い浮かび無事に殺さず勝利を収めた。事の一件後、連行されるも植木刑事の協力で1週間で釈放された。その際、警察署に卒業式を抜け出して現れた同級生たちに迎えられる中、複雑な関係となっていた深雪とも和解、再び恋愛関係が修復された。それ以降引き続き、夢であった絵描きを目指すために美大進学を志す。
難破猛（なんば たけし）
難破一家の長男で、剛の兄。
かつてはヤンキーの高校・城南のアタマで、在学中に関東を制圧したヤンキーのカリスマ。喧嘩の強さは人並みはずれている。豪快かつ頼れる兄貴で、少々頭が足りないイメージだが、今に生きる硬派な人物で、仲間や兄弟であろうと少しでも曲がったことを嫌う。恋人のカズミが妊娠したことから一時は中学時代の先輩である後藤の伝手を頼りにリフォーム会社に就職したが、老人を騙す非道なやり口に憤り、後藤共々会社を怒りの鉄拳で潰した。後に千代（後述）のような食堂の店主になりたいと願い、千代のラーメン屋での修行と現場仕事のアルバイトを掛け持ちで始める。しかし、とある雪の降る夜、仕事帰りにシンヤ率いるヤンキー狩りグループに絡まれ、最初は優勢であったが、スタンガンを用いた不意打ちに倒れ一方的にシンヤの暴行を受ける。その際、脳への打撃により昏睡状態に陥ってしまうが、後に無事意識を取り戻した。回復後もカズミと出産予定の娘を養えるように千代の店でラーメン職人の修行を続ける。
妊娠したカズミのために禁煙するなど努力家な一面を見せる。
難破吟子（なんば ぎんこ）
難破一家の長女で、剛の妹。
元々は着ぐるみ好きなバカキャラであったが、柔軟な思考の持ち主であることが明かされていく。前作で出会った真面目っ子の佐藤との出会いから現在は勉強に打ち込み、兄の在学していることも知らぬまま白百合高校に進学。教師桐山の教育指導に剛と共に呼び出され、とうとう兄の二重生活の事実に直面してしまった。事実を知った直後は兄との対面を拒否し続けていたが、剛の真面目な生活への思いを悟って和解。剛の気持ちを受け入れて現在は自身も白百合では真面目な服装とおさげ髪で通っている。
難破勝（なんば まさる）
難破一家の家長で、剛の父。職業はトラックの運転手。
気合の入った元ヤンで、10代の頃に千葉のトップに立った。剛を幼い頃から他人との喧嘩を通じて育てた。
難破ナオミ（なんば ナオミ）
難破一家の主婦で、剛の母。気合の入った元レディース。料理上手。剛が外出の際には常に特攻服を持っていくよう念を押している。ヘビースモーカー。
松（まつ）
難破一家の飼い犬。犬種は柴犬。幼い頃に怪我をしていたところを剛に拾われた。剛の二重生活を知っているが、そのことを気にせず剛を支え続けている。
難波兄弟の末弟として育てられた家族の一員。子犬時代は気弱で大人しい性格だったが、ヤンキー一家の英才教育のおかげで気合と根性を身に付けた。近所の犬たちのボス的存在。作中では、犬の鳴き声と併記で台詞も書かれており、難波家の面々にたびたび話し掛けているが、あくまで犬であるが故に当然の如く意思の疎通はまったくできていない。

### 剛の協力者
伍代直樹（ごだい なおき）
市松高校の生徒。剛の二重生活を知る人物の1人。3年に進級してからは、市松の実質的な頭となり、生徒たちを引き連れるカリスマ性を発揮。『MG5』時代から外ハネの髪型が特徴的であったが、現在は髪を下ろしたストレート状態。
そっけない態度とは裏腹に、常に剛を助けてきた最大の理解者。二重生活の中で多くのものを背負い込み、それでも無理して頑張ろうとする剛の行く末を案じている。最悪の酒癖の持ち主という一面もあることが発覚。水割りを少し飲んだだけで顔が真っ赤になり、もはや奇行にしか見えないギャグを連発するその姿は、普段とは極度のギャップがある。料理研究家で収入の高い母親のもとで育ったため、金持ちである。また、お人好しな面も窺わせ、嫌がりつつも大丸に金を貸し与えている。
高校卒業後は以前から言っていた通り世界を巡る旅に出ており、最終話の時点ではインドに到着していた（剛が白百合在学時に想像した未来の伍代はスナフキンを模した衣装を着ていた）。
大丸大助（だいまる だいすけ）
千鳥商業高校の生徒。剛の二重生活を知る人物の1人。別名「千鳥のゴリラ」、「ガリガリ君」。誕生日は6月30日。
喧嘩は剛に匹敵するぐらい強いが頭は弱く、深く考え込むのは苦手。白百合の藤田が大好きで、剛とは恋のライバルを自認しているが、中学時代に初恋の相手に何も伝えられなかったという経験もある。広島での一件を終えてからは片思いであった同級生の水野友美と遠距離交際を始めた。
医者志望を公言しており、皆から一笑されていたが、シンヤの襲撃で死にかけた猛の意識が戻る姿に感動し、なお一層医者を目指そうと改めて決心。高校を卒業した後もどれだけ浪人してでも医大進学を目指す。
駿河鉄人（するが てつひと）
「鉄」と呼ばれる。市松高校の生徒で、剛の中学時代の後輩。剛の二重生活を知る人物の1人。
舎弟として剛を慕う気持ちはとても強いが、白百合での剛のシャバい姿に納得いかず、昔のようなバリバリなヤンキーに戻ってほしいと思っている。地元の80年代風ヤンキーファッションがダサいことに気づき始め、女にモテるため最近は伍代の服装を真似ている。牧野弥生に友好的に接するが度々パシリにされている。エイプ（100ccと思われる）を所持しており、剛と同行してチンピラに連れ去られた吟子とやよいを追ったが、その際に剛がチンピラの車に特攻したため傷が付いてしまった。

### 白百合高校

#### 生徒
藤田深雪（ふじた みゆき）
剛のクラスメート。美術部に所属。
入学当初から剛から想いを寄せられているが、その想いに気づいている様子は無く、当の本人は逆に特服の剛に惚れている（『MG5』の項を参照）。よく授業中に寝ており、学業成績は良くない。グリとグラが白百合を襲撃した際に剛の正体を知ることになったが動じることなく、「常に守ってくれた」と剛を前向きに支える。自暴自棄になっている剛を救うため、剛の地元にしょっちゅう顔を出し、愛子の店でバイトを始める。地元の不良たちとの仲は良好。一時はヤンキーの道に戻っていた剛に毎日白百合の生徒たちの日常をメールで送っており、それが剛更生のきっかけとなった。剛が正道に戻ってからは交際を始める。高校卒業後は希望通り短大に進学。「絵描きで食っていけるまでは剛を助けたい」という理由でゴルフ部に入部した。男性受けも良い模様で、大学の部活の先輩からもデートの誘いを受け軽々と断った。
島崎登（しまざき のぼる）
剛のクラスメート。中学時代にいじめに遭っていた自分を変えるため高校デビューでヤンキーに成り変わったが、威厳は皆無である。特服男の正体を知らないまま、兄貴と慕っていた。白百合でのグリとグラとの戦いにおいて剛の正体を知ることになったが、校長の退学処分発表に涙を流して撤回を懇願した。ゲームグラフィックのデザイナー志望だが、勉強と口実をつけてゲームに励んでばかりで守田からもダメ出しされた。
守田巻（もりた まき）
剛のクラスメートで、藤田さんの親友。新体操部に所属。気立てのよいブス。野菜ソムリエを目指すと豪語しているが、剛からは八百屋と勘違いされる。
牧野弥生（まきの やよい）
美術部に所属する元レディース。剛の後輩。
かつて特服を纏った剛に救われたことから想いを寄せている。白百合でもすでに存在が有名になった特服の痕跡を辿るうちに、やがてその正体が自分が所属する美術部の先輩である剛であることを突き止めた。過去の恩義に報いるため、吟子の剛への確執を落ち着かせるために一計を案じた。あまり学業成績は良くない。時折無神経な藤田に対し毒舌を吐く。剛の正体を知ってからは積極的になり、剛が白百合を自主退学した後もよく剛の地元に顔を出す。剛が正道に戻ってからは、剛を立ち直らせた藤田に剛への想いを託す。
山田（やまだ）
白百合野球部の部長で4番。中間テストで野球部が3割以上赤点を取ったことで校長の岩城から活動停止の宣言をされ涙ながらに悔やんでいたが、剛の岩城への抗議によって見送られ、その際は剛に感謝している様子が見られた。反面、藤田さんに好感を抱いている故に時として剛に対抗心を抱いてしまうことも。夏休み明けに藤田さんへの告白は玉砕したと剛に打ち明けた。実家の寿司屋を継ぐことを考えており、板前の修業をすると宣言する。
村内（むらうち）
剛の同級生。「肉マン」というあだ名は肥満体であることから。お調子者で言動のほとんどが下ネタだが憎めない人物。AV男優（いわゆる汁男優）になろうとしているらしいが、いつも同級生たちからスルーされている。

#### 教師
岩城隆一郎（いわき りゅういちろう）
剛が3年に進級したと同時に白百合に赴任した校長。教育のためでなく、自身の名誉と都合のために中間テストで3割以上、赤点を取った部活の活動停止を目論んだが、全校朝礼で部員たちを思いやる剛からの抗議によって部活停止を断念。
剛のことを陰で「クソガキ」と言うなど性格は歪んでいる。
卒業式の際に卒業生の一部が警察から釈放される剛を迎えに行きボイコットしたことで、式に顔を出していた県会議員の前で大恥をかくことになった。
桐山（きりやま）
白百合高校教師。生徒への取り締まりが厳しく、不良校である萬中出身の剛や吟子を見下している。吟子の取り締まりに剛を呼び出して対面させた。後に真面目な服装に変わった吟子を見て唖然としていた。ヤンキー校の萬中出身者である剛の秘密を探ろうとするも常に失敗に終わっていた。グリとグラの学校襲撃事件でヤンキーとしての一面が発覚した剛を退学にするため、剛の恩師である長谷川の解職を仄めかして退学届けを書かせ、剛を自主退学に追い込んだ。
後に当の長谷川が剛の退学の真相を聞きに来た際にそのことを話すが逆に長谷川から教育方針を批判され、さらに「なぜ教師という職につこうと思ったのか」と問われても反論ができなかった。
林田実（はやしだ みのる）
剛のクラスの学級担任。生徒想いで、力は無いものの生徒のために精一杯動く。

### 市松高校
坂口（さかぐち）
伍代の1学年上の先輩。前作のサングラスから縁（ふち）眼鏡に変わった。
かつては勝つために手段を選ばない小物であったが、特服が自分たちを救ってくれたことから潔い人物に成長した。
3年時は市松の代表格として仲間を率いて喧嘩に明け暮れ、人見知りな鉄からも信頼され仲が良くなった。今作で剛たちが3年になったにも関わらず市松で姿をみかける（留年したのか、遊びに来ているのか不明）。
土井（どい）
剛が3年になって以降登場。1年のトップ。
1年の頂点になってから千葉、神奈川を制覇した剛を狙ってその相棒である伍代にタイマンを迫ったが、直後剛が登場。一瞬でKOされた。

### 剛が戦ってきた人物
田沼兄弟（たぬまきょうだい）
埼玉の沼田工業高校のヤンキー兄弟。千葉、神奈川の看板を背負う特服男（剛）を狙っていた。
弟は、剛をおびき寄せるために関係のない白百合の生徒に暴行を加えたが、現れた剛に敗れ一時退散。その後特服を探すために兄や仲間を大勢連れて市松へ乗り込み伍代や坂口たち市松の生徒を不意打ちで追い込むも剛の再登場でまたもや失敗する。
安藤鋼一（あんどう こういち）
広島に属するヤクザの息子。10の暴走族、25のヤンキー校を傘下に持つ西日本最強の男。力でしか己を表現できず、数々の喧嘩武勇伝も父からは評価されず、不満に思っている。昔のいざこざによってつけられた○と×の傷跡(敵対組織に捕まった際に、シャブ中だった組員達に三目並べを背中にやられた)が背中に残っており、そのことに触れられると激昂する。一度はその豪腕と手慣れた武器の扱いで大丸とのタイマンで勝利した。後日、「マルペケ野郎」と侮辱した伍代を始末しようと伍代と大丸を傘下の暴走族を連れて窮地に追い詰めたが、それを知って駆けつけた剛とタイマンを始める。自身が極道の息子であることから生まれた恨みを込めて剛を追い詰めようとするが、権力と暴力でしか解決できないことを剛に呆れられ逆に圧倒された。事実上は剛に敗北したが、自身のプライドにかけて「勝ちを買う」ことを条件に多額の借金を抱えさせられた水野幸雄の借金を棒引きにした。
小栗翔、小倉正（おぐり しょう、おぐら ただし）
渋谷を仕切る不良集団「マッドマウス」のリーダー格であるヤンキー2人組。通称「渋谷のグリとグラ」。長髪で色黒、前歯が無いのがグリ(しばしばグラと呼ばれる)、タンクトップのドレッドヘアがグラ。
関東を制覇しようと目論んでいたが、猛の友人であるタカシを集団でリンチしたことで猛の怒りを買い、半殺しにされグループを潰された過去を持つ。
その逆恨みは現在も続いており、偶然にも弟の剛が渋谷のカラオケボックスでバイトをしていることを知って兄を誘き寄せるための餌にしようと画策する。ある時、剛を連れて仲間と共に袋叩きにするが、それを止めに入った剛のバイト先の先輩である南三に手を出したことで剛の怒りが爆発。殴られることに快感を求めるマゾヒズムなグリでさえ剛の鉄拳に耐え切れず、怯えて逃走。グラは剛をクズ呼ばわりしてタイマンを張るも圧倒的な力の差に敵わず気絶、仲間に連れられ撤退した。後日、海老沢の持ち出した剛の履歴書を調べて復讐を目論み、IRBの竜二の傘下となって白百合高校を襲撃するが、剛を助けに来た伍代たち市松の集団と乱闘となる。グリは大丸によって右腕をへし折られ、グラは伍代によってKOされた。その後、しばらくして駆けつけた警察に仲間ともども連行される。
竜二（りゅうじ）
池袋を仕切る不良集団「IRB（池袋ルードボーイズ）」のリーダー格。通称・壊し屋竜二 。
以前剛に敗れたグリとグラの要請によりマッドマウスを傘下とし、剛のいる白百合高校を狙う。不意打ちだが、蹴り一発で剛をフラつかせるほどの強さを見せる。剛を追い詰めようと迫るも白百合を汚したことで怒りに燃える剛に敵わず圧倒される。タイマンの途中、駆けつけた警察に剛やグリとグラ共々連行される。
及川（おいかわ）
白百合を退学して不良の道に戻っていた剛をつけ狙うが、不意打ちや金的などを平気で繰り返す剛に瞬殺された。
梶原恭一（かじわら きょういち）
極道「秋田会」の幹部。剛が退学して喧嘩を繰り返していたことを知り、組に入れようとスカウトする。金で釣って剛の仲間たちを秋田会の下働きとして犯罪行為を繰り返させ、組のパシリから抜け出せない状況に陥れた。仲間達を解放してもらうよう交渉に来た剛と「一発でも殴れば二度と関わらない」という条件でタイマンを張る。圧倒的な腕っ節の強さを見せたが、剛の反撃を喰らい、一撃で倒される。意識を取り戻した直後、激昂して剛に短刀を突きかけたが、「男と男の約束」という言葉を持ち出した剛の熱意と度胸に自身の不利を悟って潔く負けを認め撤退。剛を本当の男と認めている様子が見られた。後に、秋田会に入れることを条件に、猛の敵討ちを誓う剛のシンヤ捜索に協力する。剛が釈放される際に約束どおり彼を秋田会に入れようと警察署まで迎えに来たが、白百合の仲間達と談笑している剛を見て、自分と住む世界が違うと悟り剛の前から再び姿を消した。
本田信也（ほんだ しんや）
通称「シンヤ君」。仲間を連れて様々な場所で「世直し」と称してヤンキー・ホームレス狩りを繰り返す。千葉のヤンキーたちがやられた際に口にした「難破」の名を聞き、一度は剛を襲いかかるがまともに相手にされなかった。後に剛よりも強いという猛を、仕事帰り襲撃。一時は圧倒されるが、スタンガンや鉄パイプなどを繰り出して猛を意識不明の重体に陥れた。仲間は後に剛の制裁を受けたが、シンヤ本人は一人逃げ出しており遠方の倉庫に新たな仲間を雇って潜伏していた。梶原の協力でシンヤの居場所を発見し、猛の特攻服を纏って現れた剛を、最初は追いつめたつもりでいたが、剛の猛反撃の前に雇ったチンピラは逃げ出し、彼自身も顔が原形を留めないほど殴られる。猛の復讐のため剛はシンヤを殺すつもりでいたが思いとどまり、その後現場に駆けつけた植木刑事に逮捕される。逮捕後、婦女暴行や恐喝などの余罪もあることが発覚する。

### その他
長谷川（はせがわ）
剛たち兄弟の出身校である萬田中学校の教師で、剛にとっては二重生活を送るための協力をしてくれた恩師でもある。
吟子の志望校について、剛にも吟子にも配慮した学校を受けさせる気だったが、結局吟子の意志に任せ白百合を受験させた。剛の二重生活が家族に明かされた際はナオミに責められるも剛は自分の信じた道を進もうとしただけだと強く語った。後日、剛が無事に家族とも和解できたことに涙を流し祝福する。
剛が自主退学したことを聞きつけ剛を問い詰めた際に剛自身が悪ぶって嘘をつき失望させた。だがそれでも剛には何か理由があると感づいており、後に白百合を訪れ桐山を問い詰めて剛の自主退学の真相を知る。そして後日、剛に会い彼と和解し剛から「白百合での高校生活があったのは先生がいたからだ」と感謝された。
佐藤順一（さとう じゅんいち）
吟子のボーイフレンド。勉強熱心な優等生で、彼の影響で吟子は勉強に励むようになった。
高校は吟子とは別の学校へ進学したようだが、それからも吟子との仲は良好である。見た目はシャバくても筋の通った性格をしており、猛や勝も彼を「気合の入った男」と認めている。
桐山カズミ（きりやま カズミ）
猛の彼女。元レディースの総長だが、現在は郵便局の事務員。剛の二重生活が発覚した時は、自分でもどうしたらいいのか分からない心境に陥っていた猛を励ました。後に妊娠する。
水野友美（みずの ともみ）
大丸の中学時代の初恋相手。大丸は中学時代、自身の誕生日の際に彼女に告白しようとしたものの家の都合で転校。その出来事をしばらく悔やんでいたが、修学旅行を控えた剛の買い物に付き合った際に彼女と再会。大人しかった中学当時から外見が変貌、キャバ嬢「アキナ」として働いていた。両親の離婚により中3の時に福岡に移り、また悪の道へ進んだ兄・幸雄の借金700万の返済のためにキャバクラで働いていたことを大丸に明かし、大丸、伍代と共に剛たちが修学旅行に来ている広島へ訪れた。剛や大丸の尽力によって兄も自身も救われたことを涙ながらに感謝した。問題解決後は、キャバクラを辞め髪の色も黒に戻しており、大丸とは夏休みを利用して千葉に会いに来るなどほぼ遠距離恋愛状態である模様。
水野幸雄（みずの ゆきお）
水野友美の兄。母親の再婚相手だった酒乱の義父から母と友美を守りたい一心で2人をかばって度々暴力を振るわれてきた。別居することになった母に同行して九州に渡ったが、地元のヤンキーに感化されて悪の道へ進んでいき、極道側の暗躍によって700万という多額の借金を抱えてしまう。それからは安藤の雑用として仕えていたが、剛の活躍によって解放された。
マモル君（マモルくん）
暴走族『自慰辛怒（マスカレード）』の総長。事情を知らず、安藤の暴走族集会へ向かう剛を案内した。その後、仲間のために1人で戦う剛に感動して号泣。剛の伍代、大丸の救出、水野兄妹の借金が帳消しにできたのは彼の功労である。普段は電気工事の仕事をしている模様。
関口正宏（せきぐち まさひろ）
高浜東陽高校の特待生で、剛の萬中時代の旧友。前作『MG5』で同級生にイジメに遭っていたところを剛に助けられたことから剛の二重生活を知ると同時に友情を深めた理解者。臆病な性格だが、固い男気の持ち主。建築業の仕事に就くのが夢。
東（あずま）
白百合高校のOBで、美術部元部長。現在浪人生。剛が尊敬する人物の1人。
前作『MG5』12巻の時点で卒業し、偶然書店で剛と再会した。美大入学を目指して浪人中であるが、彼の妥協しない美術への熱意が剛の美大進学を志すきっかけとなった。
南三（なみ）
剛が難破家を破門された際にアルバイトで始めた渋谷のカラオケボックス「オケカラ館」の先輩。バイトの仕切り役。
度胸の座った大人びた女子大生で、グリとグラの前でも臆しない。学費を自分で払っていくためにアルバイトに励んでいる。グリとグラに絡まれた剛を助けようと駆けつけた際、手下に乱暴される。その時に激怒した剛の姿を見て最初は怯えていたが、後日剛の最後のバイトの日に再会した際、嫌悪感を抱くことなく逆に剛に感謝していた。
海老沢（えびさわ）
オケカラ館でアルバイトする大学生。性格は陰湿でひねくれており、南三と親しんでいる剛にやたらと嫌味を言ったり仕事を押し付けたりする。未成年も混じるマッドマウスの集団にカッコつけで酒の注文について注意するもナメられた上にグリの顔を見て怖がり逃げている。後にグリとグラの使いっぱしりになって剛の履歴書を盗んでおり、それが白百合襲撃の事件につながった。
桜茂樹（さくら しげき）、若狭貞男（わかさ さだお）
剛の幼い頃からの友人。剛が喧嘩以外にやりたいことがあるという秘めた望みを以前から悟っており、剛が白百合に通っていたことを知ってからも友人として接している。
愛子（あいこ）
難破一家がよく出入りする喫茶店の店主。態度はでかいが気さくな性格で、剛を思って出入りする藤田にも優しくしており、アルバイトとして雇っている。
千代（ちよ）
猛が偶然訪れたラーメン屋の女主人。旦那を亡くし1人で小さなラーメン屋の商売を続けた努力家。猛に働いていくことの大切さを説いた人生の師匠でもある。妊娠したカズミのためにアルバイト雇用を頼み続ける猛に月5万円の条件で雇い入れた。
タカシ
剛が非行の道に戻ってからつるむようになった不良の一人。タカ派な考えの持ち主で、梶原の勧誘にも快諾して犯罪行為を平気で手を染める。他の仲間が足抜けした後も、梶原に同行している。
植木（うえき）
剛たちが世話になったことがあるベテラン刑事。憎まれ口をたたくことが多いが、人情味のある熱い刑事。

## 書誌情報
- 小沢としお『ナンバデッドエンド』 秋田書店〈少年チャンピオン・コミックス〉、全15巻
  1. 2009年3月6日発売[5]、ISBN 978-4-253-21541-1
  2. 2009年5月8日発売[6]、ISBN 978-4-253-21542-8
  3. 2009年7月8日発売[7]、ISBN 978-4-253-21543-5
  4. 2009年9月8日発売[8]、ISBN 978-4-253-21544-2
  5. 2009年12月8日発売[9]、ISBN 978-4-253-21545-9
  6. 2010年2月8日発売[10]、ISBN 978-4-253-21546-6
  7. 2010年4月8日発売[11]、ISBN 978-4-253-21547-3
  8. 2010年6月8日発売[12]、ISBN 978-4-253-21548-0
  9. 2010年9月8日発売[13]、ISBN 978-4-253-21549-7
  10. 2010年11月8日発売[14]、ISBN 978-4-253-21550-3
  11. 2011年1月7日発売[15]、ISBN 978-4-253-21558-9
  12. 2011年4月6日発売[16]、ISBN 978-4-253-21559-6
  13. 2011年6月8日発売[17]、ISBN 978-4-253-21560-2
  14. 2011年8月6日発売[18]、ISBN 978-4-253-21584-8
  15. 2011年9月8日発売[19]、ISBN 978-4-253-21674-6